# Io sono
Io sono (in greco ἐγὼ εἰμί (ego eimi), in latino ego sum, in ebraico antico Ani),  è un'espressione anche e non solo biblica che si riferisce all'uomo ed a Dio, tanto nell'Antico Testamento quanto nel Nuovo Testamento.

## Nell'Antico Testamento
La rivelazione Io Sono si trova in primo luogo nel libro dell'Esodo (Es 3,14-15): “Dio disse a Mosè: «Io sono Colui che sono!». Poi disse «Dirai agli israeliti: Io-Sono mi ha mandato a voi».
Inoltre si rilevano illuminanti alcuni versetti del Deutero-Isaia: Is 43,10; Is 43,25; Is 45,18; Is 51,12; Is 52,6 (tutti dipendenti da Es 3,14).

## Nel Nuovo Testamento
Questo appellativo viene utilizzato da Gesù per designare se stesso; è citato 5 volte e solo nel Vangelo secondo Giovanni:
- Gv 8,24  “ … se infatti non crederete che Io Sono, morirete nei vostri peccati”
- Gv 8,28 “Disse allora Gesù: «Quando avrete innalzato il Figlio dell'uomo, allora saprete che Io Sono e …”
- Gv 8, 58 “Rispose loro Gesù: «In verità, in verità vi dico: prima che Abramo fosse, Io Sono»”
- Gv 13,19 “Ve lo dico fin d'ora prima che accada, perché quando sarà avvenuto, crediate che Io Sono”
- Gv 18,5 "Gli risposero: "Gesù, il Nazareno". Disse loro Gesù: Io Sono. Vi era là con loro anche Giuda, il traditore. Appena disse "Sono io", indietreggiarono e caddero a terra."

La tradizione affianca a questa autorivelazione assoluta sette autorilevazioni nominali (fornite del predicato nominale) presenti qua e là in tutto il Nuovo Testamento: 
- “Io sono il pane della vita”
- “Io sono la luce del mondo”
- “Io sono la porta (del gregge)”
- “Io sono il buon pastore”
- “Io sono la risurrezione e la vita”
- “Io sono la via, la verità e la vita”
- “Io sono la vera vite“

Nell'Apocalisse troviamo anche “Io sono l'alfa e l'omega” (Ap 1,8)  e “Io sono il primo e l'ultimo” (Ap 1,17) e “[Io sono] il Vivente” (Ap 1,18).

## Nella cristologia
È di fondamentale importanza poiché pone Gesù allo stesso piano di Dio, del quale è Figlio.
Esso è stato utilizzato nel primo Concilio di Nicea (325) come uno dei vari argomenti a sostegno della consustanzialità di Gesù con Dio nella condanna all'eresia ariana.
Tecnicamente gli esperti lo classificano come autorivelazione assoluta in quanto privo di predicati.